# Province de Nakhon Ratchasima
Nakhon Ratchasima (en thaï : นครราชสีมา) est une province (changwat) de Thaïlande. C'est la plus grande province de Thaïlande avec ses 20 494 km2 et c'est la 2ème province la plus peuplée avec 2 625 794 habitants en 2023 (derrière Bangkok, devant la province d'Ubon Ratchathani, la province de Chiang Mai et la province de Khon Kaen) .
Elle est située dans le nord-est du pays. Sa capitale est la ville de Nakhon Ratchasima. 
Son ancien nom de province de Khorat ou Korat, encore beaucoup utilisé aujourd'hui, a été changé tout comme celui de la ville de Khorat dans le cadre de la thaïfication de l'Isan.
La race de chat korat serait originaire de la région.

## Géographie
La province de Nakhon Ratchasima, celle de Buriram et celle de Nakhon Nayot sont situées sur le plateau vallonné de Khorat.
Il y a deux parcs nationaux :
- le parc national de Khao Yai[2]
- le parc national de Thap Lan

## Géologie
Le géoparc de Khorat classé par l'UNESCO se situe pour sa plus grande partie au cœur du bassin fluvial du Lam Takhong, à quelques kilomètres à l’ouest de la ville de Nakhon Ratchasima et au nord du parc national de Korat, Sa superficie est de 3 167 km2,,.
Cette région est actuellement principalement couverte de forêts tropicales décidues de diptérocarpacées.
On y trouve en abondance une grande diversité de fossiles, les plus anciens vieux de 16 millions d'années et les plus récents ayant à peine 10 000 ans. Il y a :
- des vestiges de forêts pétrifiées datant de 800 000 ans (Début du Paléolithique - Pléistocène) avec des arbres fossilisés mesurant plus de 100 m de haut dans les dépôts de sable et de gravier des districts de Chaloem Phra Kiat et Mueng[6] ;
- des fossiles de dinosaures dont des Ratchasimasaurus Suranareae, des Siamraptors Suwati, des Sirindhorna Khoratensis, des siamodons nimngami[7] et des crocodiles Khoratosuchus jintasakuli...
- des fossiles plus récents de mammifères dont des éléphants dans le district de Mueng..

## Monuments
La province abrite deux importants temples khmers (architecture khmère en Thaïlande, XIe – XIIIe siècle) :
- le Prasat Hin Phimai à Phimai

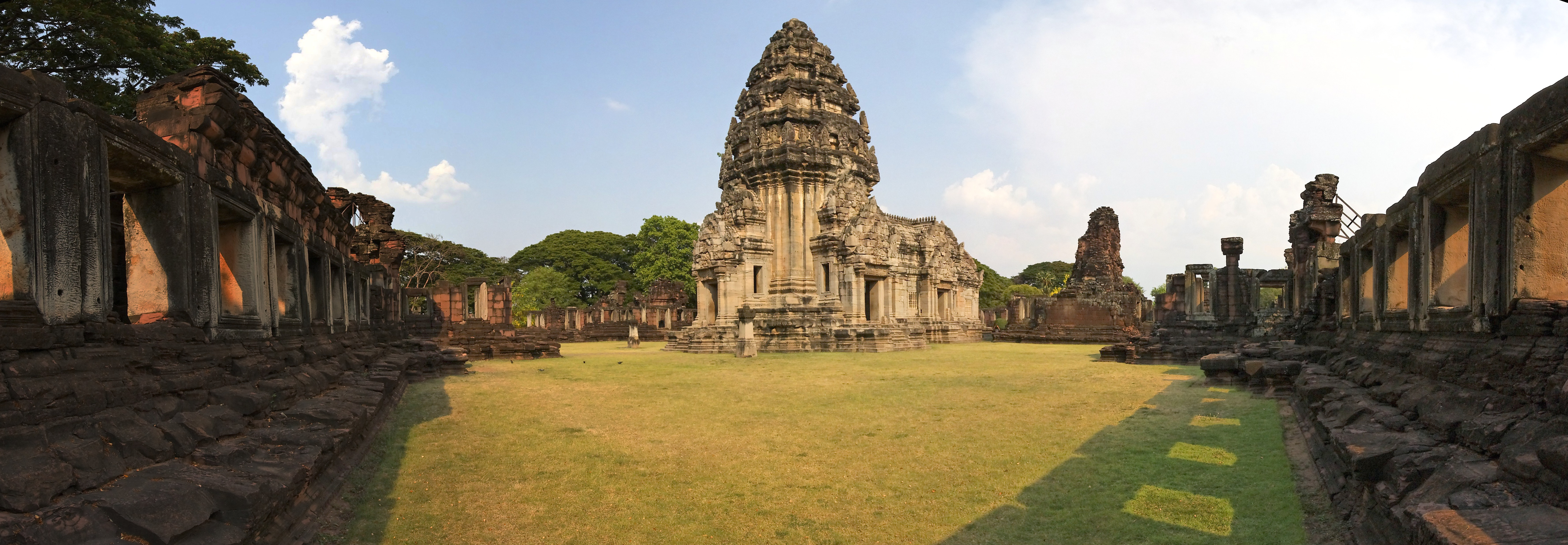
Parc historique de Phimai, Nakhon Ratchasima, Thaïlande : le sanctuaire central dans l'enceinte intérieure vu du nord-ouest.

- et le Prasat Hin Phanom Wan (en beaucoup moins bon état).

Monuments khmers mineurs :
- Prasat Hin Thanon Hok
- Prasat Mueang Kaek
- Prasat Mueang Kao
- Prasat Non Ku

Les vestiges de la cité de Muang Sema (district de Sung Noen) et le Wat Dhammachaksemaram sont encore plus anciens, remontant à la culture de Dvaravati (VIe au XIe siècle).

## Autres curiosités
- Ban Non Wat, site préhistorique du néolithique[8]
- Dan Kwian, le village des potiers[9]

## Subdivisions

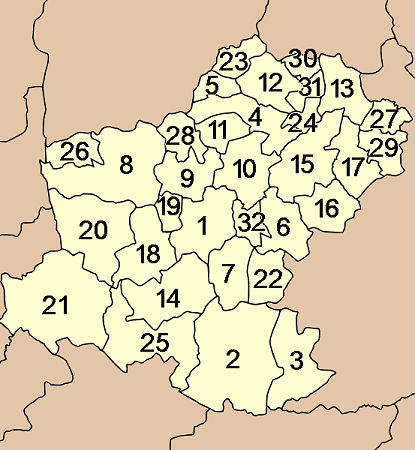
Carte des amphoe de la province de Nakhon Ratchasima.

Nakhon Ratchasima est subdivisée en 32 districts (amphoe) : Ces districts sont eux-mêmes subdivisés en 263 sous-districts (tambon) et 3 743 villages (muban).

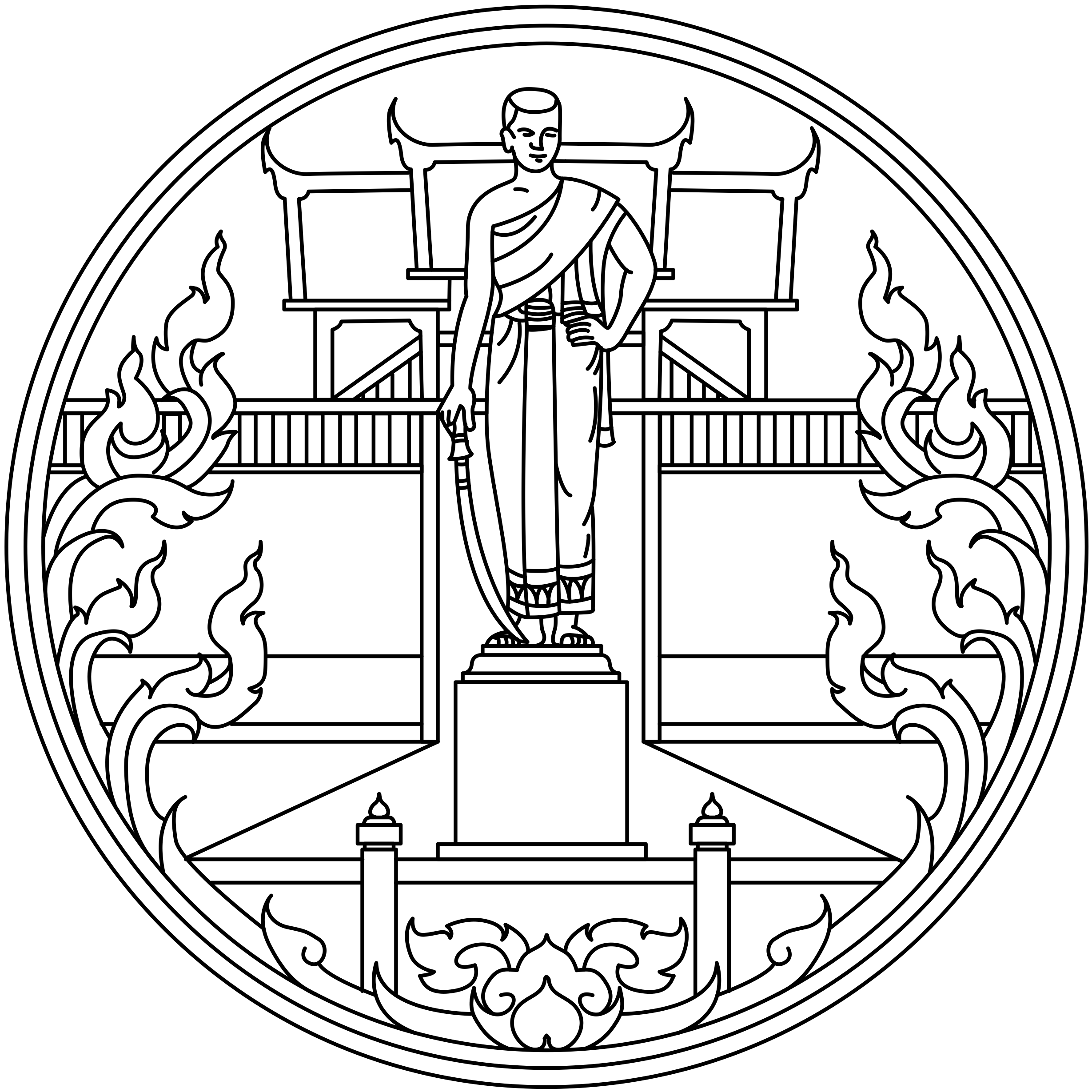
Sceau de la province

1. Mueang Nakhon Ratchasima
2. Khon Buri
3. Soeng Sang
4. Khong
5. Ban Lueam
6. Chakkarat
7. Chok Chai
8. Dan Khun Thot
9. Non Thai
10. Non Sung
11. Kham Sakaesaeng
12. Bua Yai
13. Prathai
14. Pak Thong Chai
15. Phimai
16. Huai Thalaeng
17. Chum Phuang
18. Sung Noen
19. Kham Thale So
20. Sikhio
21. Pak Chong
22. Nong Bun Mak
23. Kaeng Sanam Nang
24. Non Daeng
25. Wang Nam Khiao
26. Thepharak
27. Mueang Yang
28. Phra Thong Kham
29. Lam Thamenchai
30. Bua Lai
31. Sida
32. Chaloem Phra Kiat